# Anthologie latine
L’Anthologie latine est un recueil de poèmes en latin composé en Afrique romaine, probablement au VIe siècle.
Il contient essentiellement les écrits de poètes africains de la latinité tardive, mais ne délaisse pas complètement les époques plus anciennes, y compris le haut empire, surtout par les poèmes attribués à des auteurs célèbres (ainsi de quelques épigrammes transmises sous le nom de Sénèque ou de Pétrone).

## Cadre historico-culturel
La compilation, très hétérogène quant aux genres poétiques représentés, est l’œuvre des scolastiques locaux. C’est un témoignage fondamental sur le climat intellectuel de l’Afrique romaine à son dernier stade, à savoir l’époque byzantine qui suivit l’occupation par les Vandales.
L’école était sans doute le dernier bastion de la culture classique, dans une terre d’antique et florissante culture latine, mais qui, après la crise du IIIe siècle, et puis surtout la domination vandale (435-533) qu’elle avait endurée comme un choc irréparable, connut une désagrégation sociale et culturelle rapide. La reconquête byzantine fut impuissante à enrayer cette décadence : l’Afrique romaine, en tant que civilisation, disparut rapidement au moment de l’invasion musulmane (VIIIe siècle).
La publication de ce recueil de poèmes procédait sans doute de la volonté de préserver et de transmettre de quelque façon toute une tradition littéraire ; en effet, il a le mérite fondamental, entre autres, de témoigner d'œuvres et d'auteurs dont la connaissance serait autrement irrémédiablement perdue.

## LeCodex Salmasianus
Le principal et plus ancien témoin de l’Anthologia Latina est le codex dit Salmasianus, parce qu'il fut découvert par l'humaniste français Claude Saumaise (1588 - 1653). Il se rattache à la latinité africaine tardive, VIIe siècle ou VIIIe siècle, et est rédigé en écriture onciale. Actuellement il est conservé à Paris comme Parisinus 10318. Il existe aussi un second codex, chronologiquement postérieur, le Thuaneus-Parisinus 8071. Les deux codex diffèrent quant au contenu.
Le premier recueil général de pièces latines de différents auteurs sont les Catalecta veterum Poetarum de Scaliger (1573), suivis des Epigrammata et Poemata e Codicibus et Lapidibus collecta de Pierre Pithou (1590), plus complet. Ces recueils connurent de nouvelles additions, concernant notamment l'épigraphie  (les inscriptions), jusqu'à ce qu'en 1759-1773 Burmann en fasse la première édition moderne, Anthologia veterum Latinorum Epigrammatum et Poematum. Elle demeura l’édition de référence jusqu'en 1869, année où Alexander Riese entreprit une nouvelle recension bénéficiant des progrès de la philologie, d'où plusieurs poèmes de l'édition Burmann furent écartés, et bénéficiant d'une classification chronologique des œuvres plus rigoureuse. Elle parut sous le titre d’Anthologia Latina. Le premier volume (publié en 1869-1870 en deux parties) contient les poèmes tirés des manuscrits, classés par ordre d'importance des sources. Il sera réédité en 1894 ; puis vient le volume consacré aux inscriptions (Carmina Epigraphica, 1895-1897, edité par F. Bücheler). À ce recueil furent ajoutés des suppléments de M. Jhm en 1895 et d'E. Lommatzsch en 1926.

## Auteurs et œuvres de l'Anthologie latine
L'édition actuelle comporte plusieurs compositions étrangères à la compilation originale transmise par les codex Salmasianus et Thuaneus (qui reflète une tradition différente). Par exemple il y a quelques poèmes d'une longueur sensiblement supérieure à la moyenne, qui s'inscrivent d'habitude dans le genre de la poésie didactique, et traitent toutes sortes de sujets, comme la métrique, la médecine, la morale, la chasse ; et plusieurs Carmina epigraphica, épigraphies en vers, pour l'essentiel des épitaphes.
Parmi les nombreuses œuvres de l’Anthologia Latina originale, pour la plupart anonymes et de qualité très variable, quelques figures de poètes et certaines pièces de valeur se distinguent. Il n'est évidemment pas toujours facile de dater les auteurs et les œuvres, notamment parce que les noms et les compositions transmises par le recueil ne sont pas connues par ailleurs.

### Florus
L’Anthologia nous a transmis de courts passages d'un certain Florus qui, selon certains critiques, serait à identifier avec l'historien Lucius Annaeus Florus, auteur de l’Épitomé de Tite Live qui fut actif dans la première moitié du IIe siècle ; toutefois, d'autres chercheurs estiment qu'il s'agit d'un écrivain distinct.
Les poèmes sont presque tous en tétramètres trochaïques, un des mètres pratiqués à l'époque, et leur lyrique dépouillée sera reprise par les poetæ novelli de la seconde moitié du IIe siècle ; elle trouvera son expression la plus achevée dans le Pervigilium Veneris (cf. infra).

### Pentadius
Le poète Pentadius vécut probablement au IIIe siècle. On ne connaît de lui que peu de poésies : quelques épigrammes, un Cupidon amoureux de 16 hexamètres, un De adventu veris (« Le retour du printemps ») et le De fortuna, deux courts poèmes en distiques élégiaques (de 22 vers pour le premier, de 36 vers pour le second), couple de vers où un hexamètre est suivi d'un pentamètre.
Pentadius fut un écrivain de vers échoïques (lat. versus echoici) élégants ; dans ses distiques, notamment, la première partie de l'hexamètre reprend la clausule du pentamètre : Sentio, fugit hiems, Zephyrisque moventibus orbem / iam tepet Eurus aquis; sentio fugit hiems.
Ses compositions, empreintes d'érudition et de réminiscences classiques grecques et latines, sont consacrées au thème de la renaissance du monde et aux sujets mythologiques.

### Reposianus
Reposianus est l'auteur de l'épyllion mythologique De concubitu Martis et Veneris. On le place habituellement au IIIe siècle, mais d'autres érudits datent plutôt son œuvre du IVe, voire du Ve siècle.
L’argument de la composition, un court poème de 182 hexamètres à tonalité arcadienne, reprend un épisode homérique du VIIIe chant de l'Odyssée : Vulcain découvre que Vénus le trompe avec Mars et entrave les deux amants, endormis après s'être aimés, avec une chaîne magique, si bien que lorsque tous deux s'éveillent, ils sont la risée des autres dieux.
Sur la trame narrative se greffent aussi d'élégantes scènes de genre, comme celle du bois où les deux amants se rencontrent, et où le poète n'hésite pas à chanter l'exaltation des deux corps divins, selon un goût typique de la période. La thématique et le style sont généralement identiques à ce qu'on trouve chez Pentadius : même sens cosmique de l'amour, même intérêt pour les correspondances entre l'amour et la floraison printanière de la nature, même érudition et même élégance formelle.

### LePervigilium Veneris
La veillée des fêtes de Vénus, peut-être l’œuvre la plus précieuse des codex de l’Anthologia Latina, est une composition anonyme de 93 tétramètres trochaïques. On l'a attribuée tour à tour à Catulle, à Apulée, au compilateur susnommé Lucius Annaeus Florus, et à Tiberianus (IVe siècle). La datation en est très incertaine : les ressemblances stylistiques avec le goût des poetae novelli de la fin du IIe siècle l’ont fait rattacher à cette période ou au début du IIIe siècle, mais certains chercheurs repoussent la composition à une époque plus tardive, voire à la fin du VIe siècle.
L’argument du poème est la description des fêtes de Vénus à l'occasion du printemps, selon une tradition qui paraît celle d'Ibla en Sicile, où au cours d'une veillée (d'où le titre), la déesse est invoquée pour la fécondation des champs.
Le thème de la nature est donc ici prépondérant. Toutefois, ce qui distingue ce poème, c'est particulièrement son style, où la simplicité d'expression recherchée laisse la place à quelques tours stylistiques typiques de la langue populaire, malgré le classicisme de l'ensemble, et donne une extraordinaire sensation de fraîcheur à la composition.

### Vespa
Avec Vespa (dont la production est datée du IIIe siècle) nous sommes confrontés à un tout autre genre de composition : il est l'auteur d'un divertissement satirique de 99 vers hexamètres aux accents populaires, le Judicium coci et pistoris judice Vulcano (« Les apologies du cuisinier et du boulanger, arbitrées par Vulcain »), qui met aux prises deux artisans débattant de la supériorité de leurs métiers respectifs, avec pour arbitre le dieu Vulcain.
Vespa, comme il s'en vante lui-même, était passé maître dans le genre rhétorique des controversiæ, et voyageait de ville en ville pour donner des conférences payantes, dans le style typique de la Seconde sophistique.
Dans ce poème, Vespa fait habilement la satire de son propre métier, montrant les deux protagonistes en train de soutenir leurs thèses respectives avec une argumentation mythologique et philosophique subtile, mêlée de références culinaires des plus appétissantes.

### Hosidius Geta
Hosidius Geta, qui vécut sans doute au IIIe siècle, selon d'autres au Ier ou au IIe siècle, s'est illustré dans un genre encore différent, celui des centons : il s'agit de poésies mêlant entre eux des vers ou des fragments tirés des auteurs classiques, pour créer un texte entièrement nouveau, par la forme comme par le contenu. En ce genre, les auteurs anciens préfèrent presque toujours recourir aux vers de Virgile.
Hosidius Geta fut peut-être compatriote et contemporain de Tertullien, qui le cite dans De præscriptione hæreticorum en référence à une de ses tragédies intitulée Medée, un centon en vers virgiliens ; dans l’Anthologia Latina, un centon se trouve être la tragédie d'HOsidius Geta, constituée d’hexamètres virgiliens, une composition qui rappelle la Médée de Sénèque, que ce soit par le thème ou par le style. Dans la première partie, les chœurs sont en anapestes.

### Autres auteurs
Parmi les nombreux autres poètes africains qui apparaissent dans l’Anthologia il y a lieu de citer : Flaviux Felix, auteur d’Epigrammi; Florentinus, qui composa un Panégyrique du roi Trasamond; Lussorius, grammairien carthaginois ; Sinphosius, compositeur de 100 devinettes. Pour la plupart de ces œuvres, la datation est des plus délicates, pour ne pas dire impossible.